# La breve seconda vita di Bree Tanner
La breve seconda vita di Bree Tanner (The Short Second Life of Bree Tanner) è un racconto della saga di Twilight, un ciclo di romanzi urban fantasy e romantici di Stephenie Meyer, pubblicato il 5 giugno 2010 negli Stati Uniti e in italiano per la prima volta l'8 giugno 2010 da Fazi Editore. Si presenta come uno spin off del terzo volume della serie, Eclipse.
La protagonista del racconto e narratrice, Bree Tanner, è infatti un personaggio introdotto in precedenza proprio in Eclipse, l'unica vampira neonata sopravvissuta alla battaglia che vedeva Victoria, Riley (compagno di Victoria) e l'esercito dei neonati contro i Cullen e i licantropi di La Push, che sarebbe poi stata eliminata dai Volturi "per non creare precedenti".

## Sviluppo del romanzo
Il 30 marzo 2010 l'autrice, sul suo sito web, annunciando l'imminente uscita del nuovo libro, ha spiegato che questa storia è nata durante la stesura di Eclipse, che le aveva permesso di osservare la storia dei vampiri neonati da un altro punto di vista. Inizialmente era nata per integrare la Guida Ufficiale, ma non poteva essere inserita senza trasformarla in un "tomo pesante come l'Oxford English Dictionary".
Il nuovo libro, che sarebbe stato pubblicato poco prima della proiezione nelle sale dell'adattamento cinematografico del terzo romanzo della serie, sarebbe stato disponibile online gratuitamente dal 5 giugno al 5 luglio 2010 all'indirizzo www.breetanner.com e, nella sua versione originale, parte del ricavato sarebbe stato donato alla Croce Rossa Americana.
Prima della pubblicazione, stesure del racconto lungo sono state date alla sceneggiatrice Melissa Rosenberg ed all'attrice Jodelle Ferland, entrambe impegnate rispettivamente nella sceneggiatura e nel ruolo di Bree Tanner nell'adattamento cinematografico di Eclipse.

## Trama
La voce narrante della storia è Bree Tanner, neonata di appena 3 mesi creata da Riley. Aveva incontrato Riley quando aveva 15-16 anni ed egli, con una scusa, l'aveva portata da Victoria che l'aveva trasformata. Durante la sua breve seconda vita incontra Diego, un neonato poco più grande di lei, che stranamente dimostra un autocontrollo e una capacità di riflessione superiori ai normali vampiri neonati, e finisce per innamorarsene. Insieme a quest'ultimo scopre alcune verità sul piano di Victoria. Inoltre scopre che i vampiri al sole non bruciano, come le aveva fatto credere Riley, ma brillano. Un altro amico in particolare che si fa tra i vampiri neonati è Fred, che ha sviluppato il potere di fare venire un senso di nausea a chi lo guarda. Fred a differenza degli altri vampiri intuisce subito che Victoria sta mentendo e di nascosto altri vampiri neonati sono fuggiti dal suo gruppo. Decidendo infine di fuggire anche lui e di nascondersi da qualche parte, offrendosi di portare con sé Bree. Lei tuttavia rifiuta poiché non può abbandonare Diego. Fred gli lascia tuttavia l'informazione per ritrovarlo in futuro. Diego d'improvviso scompare, mentre Riley continua a riempire di bugie i vampiri neonati per portare a compimento il piano ideato da Victoria. Durante la battaglia finale scoprirà tutte le verità tra cui anche la morte di Diego per mano di Riley. È l'unica neonata ad arrendersi ai Cullen, che vogliono darle la possibilità di salvarsi, ma i Volturi "non danno mai una seconda possibilità". Bree tuttavia sa di qualcuno tra i Cullen che aveva la capacità di leggere il pensiero (Edward Cullen). Mentre viene interrogata da Jane, prima di essere giustiziata, finge di non sapere niente della verità che ha scoperto, e trasmette tramite il pensiero quest'ultima per fare in modo che il vampiro telepatico l'ascolti, chiedendogli infine di trovare il suo amico Fred e di raccontargli la verità di quello che gli è successo. Edward si fa per ultimo avanti cercando di salvarle la vita, ma è del tutto vano.
Bree ringrazia mentalmente Edward per avere cercato di aiutarla e alla fine si preparà all'esecuzione.

## Personaggi

### Bree Tanner
È una delle neonate create da Victoria all'inizio del racconto e ha solo tre mesi di vita. È un tipo molto solitario, infatti è solita nascondersi dietro Freaky Fred, lontano dal gruppo di Raoul e Kristie. Conoscerà Diego durante una spedizione di caccia e pian piano se ne innamorerà. Insieme al suo nuovo amico comprenderà che le parole di Riley racconta a lei e al suo gruppo solo bugie (tra le quali la storia che il sole li incenerisce) e un giorno deciderà di seguire Riley mentre sta andando a incontrare lei, cioè la loro creatrice. All'incontro verranno anche i Volturi che daranno un ultimatum a lei riguardo alla distruzione di un clan. Si dividerà da Diego per evitare di essere scoperta. Racconterà i suoi dubbi a Freaky Fred, e questi decide di andare a Vancouver per aspettare lì Bree e Diego, che nel frattempo è sparito. La vampira decide allora di partecipare alla battaglia per trovare il suo amato, ma visto che il suo clan era stato annientato si arrenderà ai Cullen trovando l'appoggio di Esme, Carlise e degli altri (solo Jasper dimostra diffidenza). Alla fine della battaglia arrivano anche i Volturi, e mentre parlano coi Cullen, Bree capisce che il suo amato era stato distrutto in precedenza da Riley e Victoria (lei). Alla fine verrà uccisa da Felix sotto ordine di Jane per nascondere che anche loro c'entravano con Victoria.
Bree tuttavia sapendo che tra i Cullen c'era uno capace di leggere il pensiero (Edward) prima di morire gli trasmette col pensiero tutta la verità sull'accaduto e chiede ad Edward di cercare il suo vecchio amico Fred se un giorno lo avesse incontrato.
Edward sapendo la verità tenta di chiedere ai Volturi di risparmiarla, ma la sua richiesta viene negata.
Prima di morire Bree ringrazia Edward per l'aiuto datole.

### Diego
Neonato creato da Victoria, quasi amico fidato di Riley. Si innamora di Bree, con lei scopre alcune verità sui vampiri, e scherzosamente con lei forma un "club segreto". Verrà infine ucciso in modo crudele da Victoria, aiutata da Riley, una volta involontariamente smascherata la rete di bugie che avevano creato per tenere i neonati all'oscuro delle loro reali capacità. La sua abilità di vampiro era di essere in grado di cancellare le proprie tracce da vampiro. È Diego infatti a far passare tutte le devastazioni del suo gruppo di vampiri, in città come incidenti casuali.

### Riley
Crede ciecamente nell'amore di Victoria, sua creatrice, ma non sa di essere solo una pedina nel piano della vampira, e che questa in realtà lo sta usando per vendicare la morte del compagno James. Andò a casa Swan per cercare Bella ed ucciderla ma trovò solo Charlie e in una scena del film si vede Charlie che dorme sul divano senza scarpe, con le calze nere e il vampiro che lo fissa. Non trovandola, ruberà una dalle sue maglie dandola agli altri neonati per incitarli ad attaccare in massa la città per contendersela, inebriati dal profumo del sangue di Bella. Pazzamente innamorato di Victoria, non sa che lei lo sta usando e crede nel suo amore per lui finché, in Eclipse, durante la battaglia, Victoria non fa niente per salvarlo, e lui muore.

### Victoria
Era inizialmente un membro della banda di James, nonché sua compagna. Nel primo romanzo ricopre un ruolo marginale, si occupa principalmente di assistere James durante la caccia a Bella Swan, ma quando il suo compagno viene ucciso da Edward decide di vendicarne la morte (New Moon). Bella comunque resta incolume in quanto protetta dai licantropi Quileute. Alcuni mesi più tardi (in Eclipse) si scopre che Victoria sta creando un esercito di nuovi vampiri per contrastare i Cullen (è infatti all'oscuro dell'alleanza con i licantropi). Durante la battaglia sia lei sia il suo nuovo partner Riley vengono distrutti da Edward e dal licantropo Seth Clearwater.

### Fred
È un vampiro neonato appartenente al gruppo di Victoria. Stringe amicizia con Bree e Diego, dimostrandosi fin da subito un vampiro molto astuto. In poco tempo si adatta alla sua nuova condizione di vampiro e sviluppa un potere che gli consente di provocare un senso di nausea a chi lo guarda, permettendogli di passare inosservato. A differenza degli altri vampiri, Fred intuisce rapidamente che Victoria mente su molte cose e scopre che altri vampiri neonati sono fuggiti dal suo gruppo in segreto. Decide quindi di scappare e nascondersi, proponendo a Bree di seguirlo. Lei, però, rifiuta, non volendo abbandonare Diego. Fred le lascia comunque le informazioni per ritrovarlo in futuro. Purtroppo, dopo la sconfitta di Victoria, Bree viene giustiziata dai Volturi. Prima dell’esecuzione, consapevole della presenza di un vampiro che legge il pensiero tra i Cullen (Edward), Bree trasmette mentalmente a quest’ultimo informazioni su Fred, sperando che un giorno possa incontrarlo e raccontargli cosa le è accaduto.

### Personaggi minori
- Famiglia Cullen: clan di vampiri che si definiscono vegetariani per la loro dieta solo a sangue di animale. Il clan di Victoria si scontrerà con questa famiglia perché Edward (un componente della famiglia) aveva ucciso il fidanzato di Victoria.
- Isabella Swan: umana difesa dalla famiglia Cullen per la relazione con Edward.
- Freaky Fred: Riley lo trovò su una spiaggia e pensò che la sua sparizione non avrebbe dato nell'occhio. Fred è uno dei tre neonati sopravvissuti al clan; con il passare del tempo è divenuto un nomade solitario.
- Kristie: era la principale rivale di Raoul nel clan dei neonati. Non aveva la sua capacità di fare seguaci sfruttando il proprio magnetismo, ma era più intelligente di lui e più abile a manipolare gli altri.
- Raoul: Riley lo trovò mentre picchiava un cliente che non rispettava i pagamenti. Gli chiese se fosse interessato a diventare davvero potente. Con diffidenza, ma molto interessato, Raoul rispose di sì.
- Kevin: un membro della frazione di Raoul, in pratica il suo vice. Anche quando erano umani faceva parte della sua banda e fu trasformato, proprio su suggerimento di Raoul, da Riley che gli chiese se volesse seguire il suo capo.
- Jen: era la compagna più vicina a Kristie.
- Jane e i Volturi: questo clan di vampiri arriva solo per finire Bree, per ripulire la guerra e mettere a tacere le voci che giravano.

## Copertina
La copertina raffigura una clessidra con della sabbia rossa che scorre. La metafora vuol far intendere come la vita della protagonista sia breve come il tempo di una piccola clessidra.

## Edizioni
- Stephenie Meyer, La breve seconda vita di Bree Tanner, traduzione di Luca Fusari, Simona Adami e Chiara Marmugi, collana Lain, Fazi Editore, 2010,  pp. ca. 212.